# Johann Heinrich Steffan
Johann Heinrich Steffan (* 6. November 1703 in Frankfurt am Main; † 4. Mai 1759 ebenda) war ein deutscher Kapellmeister und Komponist.

## Leben und Werk
Steffan war ein Sohn des Frankfurter Bürgers und Musikers Johann Henrich Moritz Steffan († 1718). Erste musikalische Erfahrungen gewann er als „Kapellknabe“, also Sänger in der Kapelle des städtischen Musikdirektors Georg Philipp Telemann. 1718 und 1721 bezog er ein Jahresgehalt von 24 Gulden. Etwa 1728 wurde er Violinist in der Frankfurter Kapelle unter Johann Balthasar König.
1733 heiratete er die Bürgerstochter Susanna Maria Will. Mit ihr wohnte er in der Trierischen Gasse. Etwa 1739 wurde er „Director musices“ in Sachsenhausen mit einer jährlichen Besoldung von 60 Gulden. In dieser Stellung komponierte er zahlreiche Kantaten. Ab etwa 1750 belebte er das einst von Telemann begründete „Collegium musicum“ wieder und führte regelmäßig Konzerte im Haus Wolfseck an der Hauptwache auf. 1758 wurde er Königs Nachfolger als Kapellmeister an der Katharinenkirche und der Barfüßerkirche. Seine Mitbewerber waren Johann Christoph Fischer und Wilhelm Friedemann Bach. In seiner Bewerbung betonte er, er habe seine „Jahrgänge jederzeit ordentlich und selbst componirt“ und sich „allezeit mit größter Sorgfalt dahin bestrebet, das Nüzliche mit dem Angenehmen, und das Sanffte der Harmonie mit dem Rührenden der Andacht, so viel [als] möglich, zu verbinden“.
Keine seiner Kantaten ist erhalten.